# Hälsingland
Le Hälsingland (parfois écrit Helsingland en français) est une province historique (landskap) du centre de la Suède. Il est riverain du golfe de Botnie et frontalier des provinces de Gästrikland, Dalécarlie, Härjedalen et Medelpad. La principale ville de la province est Hudiksvall.

## Architecture populaire
Le Hälsingland est connu pour ses magnifiques demeures rurales. Les fermes de Hälsingland sont un exemple de l'ancienne tradition suédoise de construction en bois. S'élevant sur deux voire trois niveaux, elles ont été construites pour montrer la prospérité et l'indépendance de leurs propriétaires. Beaucoup de travail ingénieux a été déployé dans la décoration de leurs intérieurs, qui combinent une élégance aristocratique avec des techniques et des matériaux modernes.